# Тахта (Ставропольский край)
Тахта́ — село в Ипатовском районе (городском округе) Ставропольского края Российской Федерации.

## Название
Село получило название по балке, при которой находится. Топоним имеет монгольское происхождение и может быть переведён как подковное; происходит от калм. тах — подкова, подковка; шипы (для ходьбы по горам) («-та» — окончание совместного падежа (отвечает на вопросы: с кем? с чем?)).

## Физико-географическая характеристика
Село расположено на северо-западе Ипатовского района, в пределах Ставропольской возвышенности, по обеим сторонам балки Большая Тахта, на высоте 97 метров над уровнем моря. Рельеф местности равнинный, местность имеет небольшой уклон к балке Большая Тахта. В балке имеются пруды. Почвы — чернозёмы южные и обыкновенные мицеллярно-карбонатные. Почвообразующие породы — глины и суглинки.
По автомобильной дороге расстояние до краевого центра города Ставрополя составляет 130 км, до районного центра города Ипатово — 68 км, до ближайшего города Городовиковска Республики Калмыкия — 35 км. Развилка автодорог на Ипатово, Городовиковск (Калмыкия) и Красногвардейское.
Климат
Климат континентальный, умеренно-засушливый (согласно классификации климатов Кёппена-Гейгера — Dfa). Среднегодовая температура воздуха положительная и составляет + 10,1 °C, средняя температура самого холодного месяца января — 3,4 °C, самого жаркого месяца июля + 23,6 °C. Расчётная многолетняя норма осадков — 461 мм. Наименьшее количество осадков выпадает в феврале (26 мм), наибольшее в июне (57 мм).
Часовой пояс
Тахта, как и весь Ставропольский край, находится в часовой зоне МСК (московское время). Смещение применяемого времени относительно UTC составляет +3:00.

## История
Основано 3 октября 1870 года. Село Тахта основано на земле, принадлежавшей частью обществу села Дмитриевского, а частью казне. В 1881 году была открыта Михаило-Архангельская церковь. До революции в селе действовали две школы: одноклассное министерское училище, построенное в 1888 году и церковно-приходское училище, открытое в ноябре 1893 года.
В начале 1920 года Тахта вместе с хуторами Воровская Балка, Отруб первый, Отруб второй, Отруб третий, с. Дмитриевское находилась в Дмитриевской волости, затем выделилась в самостоятельную волость.
С 1935 года село было административным центром Дмитриевского района.
16 августа 1942 года немецкие оккупанты расстреляли в селе Тахта 7 советских граждан, женщин и детей, а 18 августа были расстреляны 36 советских граждан - стариков, женщин и детей.
20 июня 1957 года Дмитриевский район был упразднён. Тахтинский сельсовет передан в Красногвардейский район.
До 1 мая 2017 года село было административным центром упразднённого Тахтинского сельсовета.

## Население
| 1873  | 1881  | 1893  | 1897  | 1899  | 1903  | 1908  | 1909  | 1920  |
| ----- | ----- | ----- | ----- | ----- | ----- | ----- | ----- | ----- |
| 51    | ↗1894 | ↗3723 | ↘3396 | ↗5294 | ↘5208 | ↗5712 | ↗5883 | ↗6020 |
| 1923  | 1925  | 1926  | 1939  | 1989  | 2002  | 2010  | 2014  | 2021  |
| ↘4327 | ↗5600 | ↘4056 | ↘3933 | ↘3217 | ↘2925 | ↘2830 | ↘2700 | ↗2991 |
| 2023  |       |       |       |       |       |       |       |       |
| ↘2412 |       |       |       |       |       |       |       |       |

По данным переписи 2002 года, 95 % населения — русские.

## Инфраструктура
- Социально-культурное объединение
- Психоневрологический интернат. Открыт 1 декабря 1958 года[31]
- Пожарная часть № 44[32]
- На юго-западной окраине села расположено общественное открытое кладбище площадью 68 тыс. м²[33].

## Образование
- Детский сад № 21 «Улыбка»
- Средняя общеобразовательная школа № 8. Школьный музей Боевой и Трудовой славы открыт 9 мая 1965 года[10]

## Русская православная церковь
Первая церковь построена в 1881 году

## Эпидемиология
Находится в местности, отнесенной к активным природным очагам туляремии.

## Люди, связанные с селом
- Бедник Иван Кириллович (1926) — участник Великой Отечественной войны 1941—1945 гг., кавалер ордена Славы III степени[36]
- Костецкий Пётр Петрович (1919, село Тахта — 1984) — Герой Советского Союза
- Ротко Фёдор Никитович (1923, село Тахта — 1951, село Тахта) — Герой Советского Союза

## Памятники
- Могила Героя Советского Союза Фёдора Никитовича Ротко[37]